# Gaylussacia tomentosa
Gaylussacia tomentosa là một loài thực vật có hoa trong họ Thạch nam. Loài này được (A.Gray) Pursh ex Small mô tả khoa học đầu tiên năm 1897.